# The Brink's Job
The Brink's Job is een Amerikaanse filmkomedie uit 1978 onder regie van William Friedkin.

## Verhaal
Een geldtransportbedrijf in Boston is minder goed beveiligd dan algemeen wordt aangenomen. Als de kruimeldief Tony Pino dat ontdekt, bereidt hij een overval voor op een geldwagen. Samen met een paar makkers zet hij de kraak van zijn leven.

## Rolverdeling
| Acteur          | Personage        |
| --------------- | ---------------- |
| Peter Falk      | Tony Pino        |
| Peter Boyle     | Joe McGinnis     |
| Allen Garfield  | Vinnie Costa     |
| Warren Oates    | Specs O'Keefe    |
| Gena Rowlands   | Mary Pino        |
| Paul Sorvino    | Jazz Maffie      |
| Sheldon Leonard | J. Edgar Hoover  |
| Gerard Murphy   | Sandy Richardson |
| Kevin O'Connor  | Stanley Gusciora |
| Claudia Peluso  | Gladys           |
| Patrick Hines   | H.H. Rightmire   |
| Malachy McCourt | Mutt Murphy      |
| Walter Klavun   | Daniels          |
| Randy Jurgensen | FBI-agent        |
| John Brandon    | FBI-agent        |